# Efeağılı, Pülümür
Efeağılı là một xã thuộc huyện Pülümür, tỉnh Tunceli, Thổ Nhĩ Kỳ. Dân số thời điểm năm 2010 là 12 người.